# Daphné Bürki
Ne doit pas être confondue avec Delphine Bürkli
Pour les articles homonymes, voir Burki et Famille Marin de Montmarin.
Daphné Bürki (nom d’épouse de Daphné de Marin de Montmarin), née le 2 mars 1980 à Paris, est une animatrice de télévision et de radio, actrice et styliste française.
Elle commence sa carrière dans le stylisme avant de rejoindre Canal+, en 2004, où elle est chroniqueuse dans des émissions d'actualité pour Maïtena Biraben et Bruce Toussaint, dont La Matinale et devient également animatrice. Après un passage rapide sur France 5 où elle présente Les Maternelles et C à vous, elle revient dans le Groupe Canal+ à la coprésentation du Grand Journal avec Michel Denisot et est à la tête du magazine médias Le Tube de 2013 à 2015. Elle présente ensuite de 2015 à 2017, La Nouvelle édition, un magazine diffusé tout d'abord sur Canal+ puis transféré sur C8.
Elle est de retour sur France Télévisions en 2017 avec le talk-show Je t'aime etc. qu'elle anime sur France 2 jusqu'en 2020. Elle présente le télé-crochet Prodiges, des cérémonies et soirées spéciales telles que les Victoires de la musique, la soirée du 31 décembre, le Festival de Cannes et des concerts. 
De 2017 à 2018, elle anime Bonjour la France sur Europe 1.
Depuis 2021, elle exerce aussi sur la chaîne Culturebox où elle présente notamment, au côté de Raphal Yem, Culturebox, l'émission devenue Culturebox, le show en 2025 sur France 4.
Depuis 2022, elle est l'une des jurées principales de l'émission Drag Race France sur France 2.
Elle est la directrice « stylisme et costumes » des quatre cérémonies d'ouverture et de clôture des Jeux olympiques et paralympiques de Paris 2024, qu'elle commente également avec Laurent Delahousse, Alexandre Boyon et Mathieu Lartot.

## Biographie

### Origines et ascendance
Daphné Colette de Marin de Montmarin naît le 2 mars 1980 dans le 14e arrondissement de Paris,. 
Fille de Hubert de Marin de Montmarin et de Catherine Maeght, elle descend de François Louis Alfred Durrieu et de Pierre-Étienne de Marin de Montmarin.

### Études et débuts dans le stylisme
Après des études à l'École nationale supérieure des beaux-arts et à l'école de stylisme Fleuri-Delaporte, elle commence un stage chez Dior avant de démissionner pour rejoindre Canal +.

### 2004-2011: Groupe Canal+
Daphné Bürki fait ses premiers pas à la télévision en 2004 sur Canal+ en tant que chroniqueuse tendances et mode dans les émissions Nous ne sommes pas des anges avec Maïtena Biraben puis La Matinale avec Bruce Toussaint.
De septembre 2008 à juin 2011, elle est chroniqueuse dans l'émission L'Édition spéciale animée par Bruce Toussaint. Elle y tient une rubrique dans laquelle elle présente les « objets tendance » et les « incontournables » de la mode.
Elle se voit confier sa propre émission, un format court, le magazine 26 minutes de célébrité. Par ailleurs, elle officie comme chroniqueuse dans Tout le monde il est beau, tout le monde il est gentil, émission animée par Bruce Toussaint.
Après la présentation d'une émission de télé-shopping sur Colette TV,, elle anime de 2009 à 2010 l'émission Le bon, le beau, le pire sur Jimmy, chaîne payante du groupe Canal+.

### 2011-2012: France 5
À partir de septembre 2011, elle présente, sur France 5, l'émission Les Maternelles. Puis, à partir du printemps 2012, elle remplace Alessandra Sublet à la présentation de C à vous.

### 2012-2018: Canal+, C8 et Europe 1
En septembre 2012, rappelée par le producteur Ronan Autret, elle quitte France 5 pour retourner sur Canal+ où elle intègre l'équipe du Grand Journal qu'elle co-présente avec Michel Denisot pour une saison.
De septembre 2013 à juillet 2015, elle présente Le Tube, une émission hebdomadaire sur les médias le samedi à 12 h 45.
Du 28 septembre 2015 au 30 juin 2017, elle succède à Ali Baddou à la présentation de La Nouvelle Édition. Programmée d'abord sur Canal+, l'émission est transférée en septembre 2016 sur C8 et est diffusée jusqu'en juin 2017[réf. nécessaire].
Entretemps, en 2016, elle participe au côté de Monsieur Poulpe à l'émission Les Recettes Pompettes diffusée sur YouTube.
À la radio, à compter d'août 2017, elle anime Bonjour la France, sur Europe 1 qu'elle quitte, au bout d'une saison, en septembre 2018.

### Depuis 2017: France Télévisions
À partir du 28 août 2017, elle présente le magazine Je t'aime, etc., tous les après-midi sur France 2, entourée de chroniqueurs. Selon Daphné Burki, l'émission est un talk-show qui « parle(ra) d'amour et de cuisine, d'amour et de culture, d'amour et de sport ». L’émission est arrêtée le 15 décembre 2020.
En décembre 2017, elle anime la Grande Parade de Disneyland Paris pour le 31e édition du Téléthon, sur France 5, avec Sophie Davant et Damien Thévenot. 
En direct sur France 2, elle présente seule, les 9 février 2018 et 8 février 2019, les Victoires de la musique, puis fait partie des 14 animatrices/animateurs de France Télévisions de la cérémonie du 14 février 2020.
En octobre 2018 elle coanime, en première partie de soirée sur France 2, Jean Paul Gaultier fait son show, avec Stéphane Bern et Jean-Paul Gaultier puis Johnny Hallyday, vos plus grands souvenirs. En décembre suivant, elle présente, Prodiges, un télé-crochet dont les candidats sont de jeunes artistes musiciens (musique instrumentale), chanteurs (chant lyrique) et danseurs classiques.
Elle coanime avec Sophie Davant et Faustine Bollaert la soirée du réveillon du 31 décembre 2019 sur France 2.
Le 18 avril 2020, lors du premier confinement lié à la pandémie de Covid-19, elle commente pour France 2, en duo avec André Manoukian, One World: Together At Home, des concerts virtuels, à domicile, et caritatifs organisés par Global Citizen et l'artiste et chanteuse américaine Lady Gaga, en collaboration avec l'Organisation mondiale de la santé, pour lutter contre la COVID-19 et soutenir le personnel soignant durant la pandémie.
Le 22 janvier 2021, elle participe à la cérémonie d'ouverture de la chaîne de France Télévisions Culturebox avec Raphäl Yem et anime avec lui CultureBox, l’émission.
Depuis juin 2022, elle est l'une des juges principales de l'émission de téléréalité Drag Race France  en deuxième partie de soirée sur France 2, aux côtés de Nicky Doll et Kiddy Smile.
Après une courte pause en 2024 après les Jeux olympiques, l’émission multiculturelle fait son retour sous le nom Culturebox, le show sur France 4 tous les lundis 21h depuis le 6 janvier 2025, toujours animée avec elle en tant que maîtresse de cérémonie et Raphäl Yem.

### Jeux olympiques et paralympiques de Paris 2024
En 2024, elle est choisie par le Comité d’organisation des Jeux olympiques et paralympiques de Paris 2024 comme directrice « stylisme et costumes » des quatre cérémonies de Jeux olympiques et Jeux Paralympiques de Paris 2024 qu'elle commente également avec Laurent Delahousse (olympiques), Matthieu Lartot (paralympiques) et Alexandre Boyon en direct sur France 2.

### Cinéma

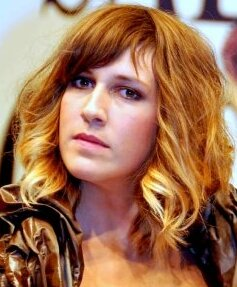
Daphné Bürki en 2009.

En parallèle de la présentation d'émissions, Daphné Bürki incarne à plusieurs reprises des rôles au cinéma notamment dans les films Deux jours à tuer de Jean Becker en 2008, Un heureux événement en 2010 aux côtés de Louise Bourgoin et Josiane Balasko sous la direction de Rémi Bezançon, puis David et Madame Hansen d'Alexandre Astier en 2012, aux côtés d'Isabelle Adjani. Elle joue dans le court-métrage J'attendrai de Christelle D'Aulnat, sorti en 2009, au côté de Louise Monot qui tient le rôle principal, Émilie Caen, Morgane Juillot et avec les apparitions de Jean-Louis Annaloro, Frédéric Beigbeder et Édouard Montoute notamment. Le film conte l'histoire d'une jeune femme qui, après une déception amoureuse, cherche dans ses rêves à  créer l'homme idéal d'après ses expériences passées.

### Campagnes publicitaires et de prévention
En 2010, Daphné Bürki participe à un ensemble de spots pour la marque Femibion, intitulés « La 25e heure de Daphné Bürki », destinés aux « mamans actives ». Elle a aussi été l'égérie d'une campagne de pub de la marque de lingerie Dim, intitulée « Les stupéfiantes leçons de mode de Daphné Bürki ».
En 2011, elle participe à une campagne de publicité de la marque Nesfluid, sous forme d'une web-série. La même année, elle est la marraine de la « Grande braderie de la mode », organisée par l'association AIDES. En juin, elle est la personnalité qui lance officiellement les soldes d'été aux Galeries Lafayette.
Début novembre 2019, elle participe à la campagne de prévention Mois sans tabac, de Santé publique France, aux côtés d'autres animateurs du paysage audiovisuel tels que Cyrille Eldin ou Christophe Beaugrand.

### Engagement et prise de positions
Le 19 décembre 2018, 70 célébrités se mobilisent pour l'association Urgence Homophobie. Elle apparaît dans le clip de la chanson De l'amour écrite et composée par Patxi Garat,,. 
En juin 2023, avec 400 autres personnalités du monde politique, économique, social, culturel, associatif ou sportif, Daphné Bürki signe une tribune pour protester contre la nomination de Geoffroy Lejeune à la tête de l'hebdomadaire Le Journal du dimanche.

## Vie privée
En 2007, Daphné Bürki a une fille avec le chanteur Patrice Bürki, prénommée Hedda.
De 2009 à 2020, elle est la compagne de Sylvain Quimène alias Gunther Love,. Le 7 janvier 2013, elle annonce en direct dans l'émission Le Grand Journal qu'elle est enceinte de son deuxième enfant. Elle accouche le 6 juillet 2013 d'une fille, Suzanne. En décembre 2020, elle annonce sa séparation d'avec Sylvain Quimène sur son compte Instagram. 
À la suite de la révélation de l'affaire de la Ligue du LOL, elle annonce sur son compte Twitter le 11 février 2019 qu'elle a elle-même été harcelée et qu'elle aurait dû porter plainte, ce que Vincent Glad lui avait déconseillé alors. Ce dernier a refusé de s'exprimer à ce sujet depuis.
En 2023, au cours de la saison 2 de l'émission Drag Race France, elle affirme être bisexuelle.
Le 23 juillet 2024, elle témoigne sur la mort soudaine, survenue le 16 avril 2024, de son ex-compagnon le photographe David Hache,,, âgé de 42 ans.
En 2017, elle vit à Paris dans le quartier des Batignolles à Paris 17e depuis trois ans où elle a grandi jusqu'à ses 15 ans avant d'y revenir.

## Résumé de carrière

### Actrice de longs métrages au cinéma
- 2008 : Deux jours à tuer de Jean Becker : Bérengère
- 2010 : Un heureux événement de Rémi Bezançon : Katia
- 2012 : David et Madame Hansen d'Alexandre Astier : Perrine
- 2014 : Les Yeux jaunes des crocodiles de Cécile Telerman : elle-même

### Actrice de court-métrage au cinéma
- 2009 : J'attendrai de Christelle D'Aulnat : Samantha la cow-girl

### À la télévision
- 2014 : Enfin te voilà ! (émission sur Comédie +) : la vendeuse de sextoys
- 2017 : What the Fuck France (série télévisée) - saison 1, épisode 29 : La télévision française
- 2022 : Chair tendre, série télévisée de Yaël Langmann : Cécile Dalca (la mère de Sasha)

### Dans un clip musical
- 2018 : De l'amour, chanson d'Urgence Homophobie

### Parcours en radio
Sauf indication contraire, les assertions de cette section sont sourcées dans la section « Biographie » du présent article
- 2017-2018 : animatrice de l'émission Bonjour la France sur Europe 1

### Présentatrice à la télévision

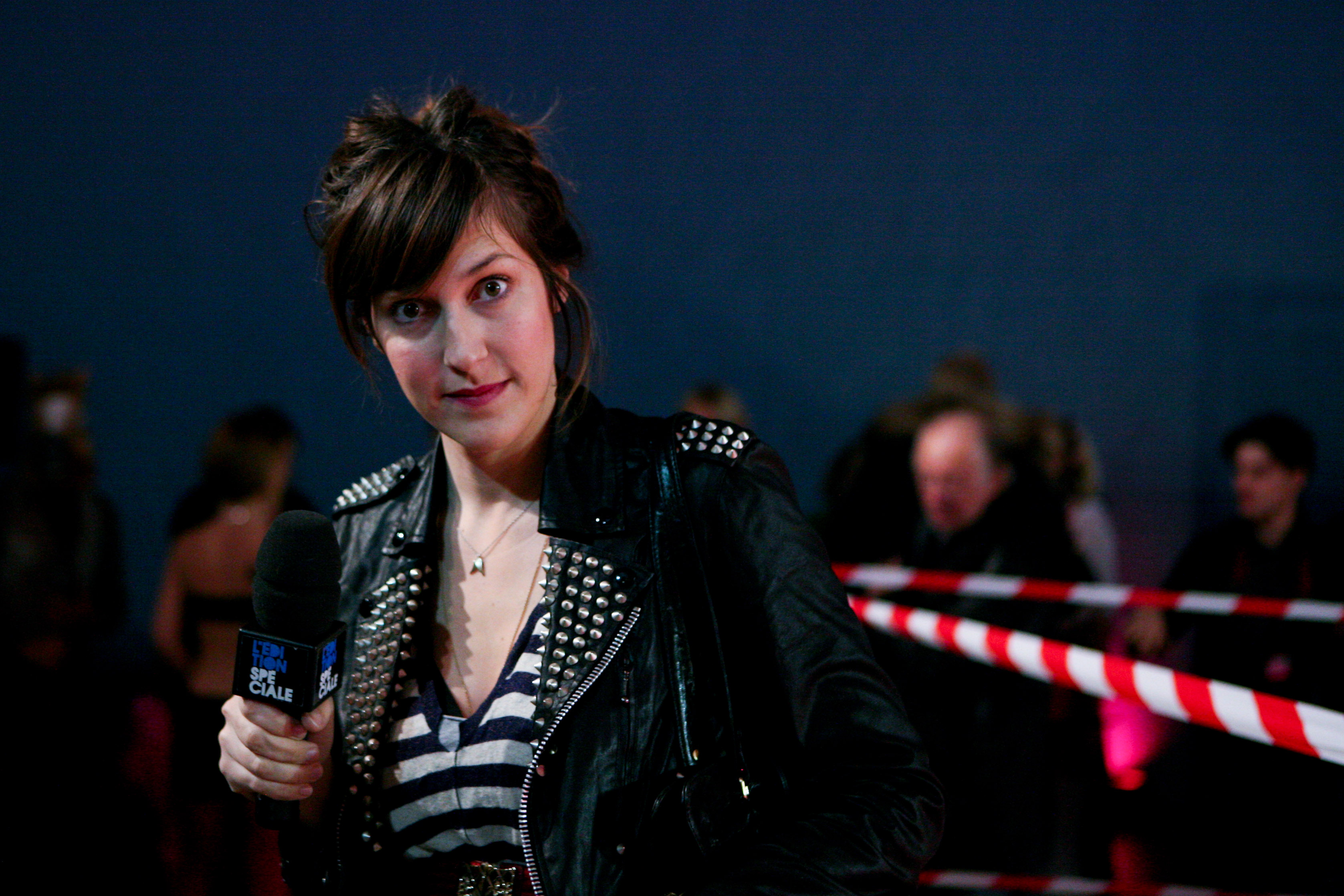
Daphné Bürki, en reportage pour L'Édition spéciale, lors de la course en escarpins organisée à Paris le 21 novembre 2008.

- 2008-2009 : 26 minutes de célébrité, sur Canal+
- 2008 : Télé-shopping, sur Colette TV
- 2009-2010 : Le bon, le beau, le pire sur Jimmy
- 2011-2012 : Les Maternelles, sur France 5
- 2012 : C à vous sur France 5 : remplaçante d'Alessandra Sublet
- 2012-2013 : Le Grand Journal sur Canal+: coprésentation avec Michel Denisot
- 2013-2015 : Le Tube, sur Canal+
- 2015-2017 : La Nouvelle édition, sur Canal+ puis C8
- 2017-2020 : Je t'aime, etc., sur France 2
- 2017 : La Grande parade de Disneyland pour le Téléthon sur France 5 : coanimation avec Sophie Davant et Damien Thévenot
- 2018, 2019 et 2020 : Les Victoires de la musique, sur France 2
- 2018 : Jean Paul Gaultier fait son show sur France 2 : coanimation avec Stéphane Bern et Jean-Paul Gaultier
- 2018 : Johnny Hallyday, vos plus grands souvenirs, sur France 2
- 2018 : Prodiges, sur France 2
- 2019 : La chanson française fête le 31 sur France 2 : coanimation avec Sophie Davant et Faustine Bollaert
- 2020 : One World: Together At Home sur France 2 : narration avec André Manoukian
- 2021-2024 : Culturebox, l'émission sur Culturebox : coprésentation avec Raphäl Yem
- 2021 : Secours Pop : La Grande Soirée, sur France 2
- 2021 : Africa, le Grand Concert sur France 2 : coanimation avec Claudy Siar
- 2021 : Les Estivales de Culturebox à Montpellier sur France 2, avec Raphäl Yem
- 2021-2023 : Le Festival de Séries Mania sur Culturebox
- 2021 : Une journée avec Brassens sur France 3, avec Raphäl Yem
- 2021 : La Fête de la liberté sur France 2
- 2022 et 2023 : Cannes Festival sur Culturebox, avec Louise Ekland
- 2022-2024 : Festival de Cannes sur France 2
- Depuis 2022 : Drag Race France sur France 2 : juge principale
- 2023 : Power Our Planet Live In Paris sur France 2 : coanimation avec Raphäl Yem
- 2024 : Les 30 ans du Sidaction sur France 2 : coanimation avec Muriel Robin
- 2024 : Paris accueille la flamme olympique sur France 2 : coanimation avec Stéphane Bern
- 2024 : Jeux olympiques de Paris 2024 : cérémonie d'ouverture et cérémonie de clôture sur France 2 : commentaires avec Laurent Delahousse et Alexandre Boyon
- 2024 : Jeux paralympiques de Paris 2024 : cérémonie d’ouverture et cérémonie de clôture sur France 2 : commentaires avec Matthieu Lartot et Alexandre Boyon.
- Depuis 2025 : Culturebox, le show sur Culturebox : coprésentation avec Raphäl Yem
- 2025 : Le Concert de la Fête de la musique avec Mohamed Bouhafsi (France 2)

### Chroniqueuse à la télévision
- 2004-2006 : Nous ne sommes pas des anges présentée par Maïtena Biraben, sur Canal+
- 2006-2008 : La Matinale présentée par Bruce Toussaint, sur Canal+
- 2008-2011 : L'Édition spéciale présentée par Bruce Toussaint, sur Canal+
- 2010-2011 : Tout le monde il est beau, tout le monde il est gentil présentée par Bruce Toussaint, sur Canal+.

### Participante à la télévision
- 2014 et 2016 : L'Œuf ou la Poule ? sur D8
- 2015 : Le Grand Concours des animateurs sur TF1
- 2018 : Tout le monde joue sur France 2
- 2020 : Fort Boyard sur France 2[49]

### Participation sur le web
- 2016 : Les Recettes pompettes animée par Monsieur Poulpe sur YouTube : participante

## Distinctions
- 2012 : Trophée des Femmes en Or catégorie « Femme de média »[50].
- 2017 : « personnalité TV de l'année 2016 » par l'émission Le Grand Direct des Médias d'Europe 1.
- « Femme de l'année 2018 » par le magazine Télé 7 jours.
- 2018 : Gérard de l'animatrice lors de la 12e cérémonie des Gérard de la télévision.